# Observatoire de l'alimentation
Ne doit pas être confondu avec Observatoire de la formation des prix et des marges des produits alimentaires.
L'Observatoire de l'alimentation, créé par la loi de modernisation de l’agriculture et de la pêche de juillet 2010 est placé auprès des ministres chargés de la consommation, de la santé et de l’alimentation. Il a pour mission d’éclairer les acteurs économiques et les pouvoirs publics sur les évolutions de l’offre et de la consommation alimentaires.

## Historique
Dans son avis n°51 du 19 mai 2005, le Conseil national de l'alimentation propose la mise en place d'un Observatoire de l'alimentation. Il constate qu'il existe des données nombreuses produites par diverses sources : le service central des enquêtes et études statistiques du ministère de l'agriculture (SCEES), les offices interprofessionnels (OFIMER ou l'OFIVAL), les douanes, la comptabilité nationale de l'INSEE, les interprofessions, des sociétés d'études privées (dispositifs d'information permanents d'observation des achats des ménages, des ventes, des prix), des associations de consommateurs, la communauté scientifique... Pour autant ces productions ne correspondent que partiellement aux attentes des agriculteurs qui souhaitent mieux appréhender les effets des politiques de qualité et d'origine et les nouvelles tendances de consommation ; des associations de consommateurs qui souhaitent identifier et analyser le rôle du marketing alimentaire, l'impact des crises alimentaires sur les achats des ménages, le niveau de connaissance des consommateurs en fonction de leurs sources d'information ; des pouvoirs publics qui ont besoin de données objectives et dynamiques permettant une compréhension  du marché et une anticipation des évolutions prévisibles.
Cette recommandation s'est traduite en 2008 par la création de l'Observatoire de la Qualité de l’Alimentation (OQALI) dans le cadre du Programme national nutrition santé. Puis la loi de modernisation de l'agriculture et de la pêche de juillet 2010 porte, dans son article 1 une modification de l'Art.L. 230-3 du code rural et de la pêche maritime "L'observatoire de l'alimentation a pour mission d'éclairer les acteurs économiques et les pouvoirs publics sur les évolutions de l'offre et de la consommation alimentaires. Il analyse les données nécessaires à l'exercice de ses missions dans les domaines nutritionnel, sanitaire, économique et social. Il assiste le Gouvernement dans la définition des objectifs de la politique publique de l'alimentation et l'évaluation de ses effets. Il fournit également aux secteurs professionnels des outils d'aide à la décision utiles à la mise en œuvre des engagements collectifs."
L’Observatoire de l’alimentation a été officiellement installé le 10 décembre 2012 par Stéphane Le Foll, Ministre de l’Agriculture, de l’Agroalimentaire et de la Forêt, en réunissant son premier Conseil d’orientation technique.
En 2018 l'Observatoire ne semble pas fonctionner comme prévu. Un rapport est demandé en mai 2017 par les ministres de l'économie et des finances, des affaires sociales et de la santé, et de l'agriculture, de l'agroalimentaire et de la forêt et sur l'avenir de l'Observatoire. Le rapport est déposé en janvier 2018. Le rapport constate que l'Observatoire n'a pas fonctionné réellement à l'exception de la section nutritionnelle, confondue avec l’OQALI préexistant. Le rapport explique l'échec par l’imprécision des objectifs assignés à l’Observatoire par les textes, par l’absence de recensement préalable de la production de données et d’analyses disponibles, par une mise en œuvre défaillante. Le rapport conclut que "le partage et la transparence des données avec les acteurs et les consommateurs doivent être des priorités pour les pouvoirs publics, ainsi que le CNA le pratique déjà, et comme l’a démontrée la dynamique participative des ateliers des États généraux de l'alimentation (EGA) de 2017. De ce point de vue, la mission estime là aussi qu'il faut mieux prendre en compte le caractère interministériel des questions d'alimentation. Enfin la mission considère que le champ des données disponibles, de leur collecte et de leur mise à disposition et de leur partage, doit être complètement repensé dans les années qui viennent en fonction des techniques informatiques, de saisie, de stockage et d'accès des données. C’est un « Etat plateforme » qu’il faut concevoir, mettre en œuvre, gérer". 
Des textes modifient en conséquence l'organisation et le fonctionnement de l'Observatoire. Il s'agit principalement de la loi n° 2018-938 du 30 octobre 2018 pour l’équilibre des relations commerciales dans le secteur agricole et alimentaire et une alimentation saine, durable et accessible à tous et d'un décret de 2020.

## Organisation et missions
L’observatoire de l’alimentation a pour mission d’analyser les données nutritionnelles, sanitaires, économiques et sociales qu’il aura recueillies.
Il assiste le Gouvernement dans la définition des objectifs de la politique publique de l’alimentation et l’évaluation de ses effets.
Il fournit aux secteurs professionnels des outils d’aide à la décision utiles à la mise en œuvre des accords collectifs.
L'observatoire recueille auprès des services et établissements publics compétents les données et études disponibles nécessaires à l'exercice de ses missions et peut leur demander des données supplémentaires ou de réaliser de nouvelles analyses ou études. Il construit lui-même des indicateurs permettant de suivre dans le temps l'évolution des données qu'il recueille. Il produit des rapports de synthèse sur les données.

### Le conseil d'orientation technique
Il  est composé de trois représentants de l'Etat (le directeur général de l'alimentation, le directeur général de la santé, le directeur général de la concurrence, de la consommation et de la répression des fraudes) ; du directeur général de l'Agence nationale chargée de la sécurité sanitaire de l'alimentation, de l'environnement et du travail ; du président de l'Institut national de recherche pour l'agriculture, l'alimentation et l'environnement ; du  président du Conseil national de l'alimentation ; du  président de l'Association nationale des industries alimentaires ; du président de la Fédération du commerce et de la distribution ; du président de la Confédération de la consommation, du logement et du cadre de vie ; du président de la Fédération nationale familles rurales.

### Le comité de pilotage
Composé des 5 premiers membres du comité d'orientation technique (ci-dessus) il est chargé d'arrêter le programme annuel de travail de l'Observatoire. 
La présidence est assurée alternativement par le directeur général de l'alimentation, le directeur général de la santé et le directeur général de la concurrence, de la consommation et de la répression des fraudes, à chaque réunion du comité de pilotage ou du conseil d'orientation technique. Le secrétariat de l'Observatoire de l'alimentation est assuré par la direction générale de l'alimentation.